# Федерально-демократический союз (Швейцария)
Федерально-демократический союз — право-христианская национал-консервативная политическая партия Швейцарии. Образована в 1975 году.

## История
Федерально-демократический союз возник как крайне-правая партия, отделившаяся от правых Национального действия и Республиканского движения. Кроме этого, сама партия считает себя ветвью Евангелической народной партии Швейцарии.
Первоначально на партийную идеологию сильное влияние оказывали взгляды Отто Штрассера, его революционный национализм и солидаризм. Будучи националистической и патриотической, ФДС тем не менее поддерживала социалистическую экономическую политику как противопоставление капитализму и коммунизму. В 1980-х годах в партии произошёл идеологический сдвиг и основой партийной идеологии стали фундаменталистское и библейское христианство. ФДС продвигал социально-консервативную политику. Одновременно партия заняла крайне-правую позицию по отношению к таким вопросам как иммиграция, интеграция в международные организации и ислам. Она приняла про-израильские взгляды.
В 1970—1980-е годы поддержка ФДС росла за счёт консервативных церковных групп.
В 1991 году Федерально-демократический союз получил на парламентских выборах одно место Национального совета, а в 2003 году — 2 места парламента. Оставаясь небольшой партией, ФДС постепенно расширил своё представительство с 9 кантонов в 1991 году до 23 кантонов в 2003 году. Партийная газета EDU Standpunkt издавалась с тиражом от 31-45 тыс. экземпляров до полумиллиона во время предвыборных кампаний. Французский вариант партийной газеты достигал тиража в 10 тыс. Партия спонсировала несколько референдумов, безуспешно пытаясь блокировать социально-либеральное законодательство.
В 2011 году ФДС потеряла представительство в Национальном совете.

## Участие в выборах
| Выборы | Количество голосов | % голосов | Мест |
| ------ | ------------------ | --------- | ---- |
| 1975   | 6 717              | 0,35%     | 0    |
| 1979   | 4 626 ▼            | 0,25% ▼   | 0 ▬  |
| 1983   | 7 590 ▲            | 0,39% ▲   | 0 ▬  |
| 1987   | 17 830 ▲           | 0,92% ▲   | 0 ▬  |
| 1991   | 20 395 ▲           | 1,00% ▲   | 1 ▲  |
| 1995   | 24 795 ▲           | 1,30% ▲   | 1 ▬  |
| 1999   | 24 355 ▼           | 1,25% ▼   | 1 ▬  |
| 2003   | 26 590 ▲           | 1,26% ▲   | 2 ▲  |
| 2007   | 29 914 ▲           | 1,28% ▲   | 1 ▼  |
| 2011   | 31 056 ▲           | 1,26% ▼   | 0 ▼  |
| 2015   | 29 701 ▼           | 1,19% ▼   | 0 ▬  |